# Джермакойе, Мумуни Адаму
Мумуни Адаму Джермакойе (22 мая 1939 — 14 июня 2009, Ниамей, Нигер) — политический деятель Нигера, министр иностранных дел (1974—1979), председатель Национального Собрания (1993—1994).

## Биография
Происходит из влиятельной местной династии Djerma.
Служил в вооруженных силах страны, участвовал в военном перевороте 1974 г., свергнувшего президента Амани Диори, становится членом правящей хунты.
В 1974—1979 гг. — министр иностранных дел Нигера,
в 1979—1981 гг. — министр молодёжи, спорта и культуры,
в 1981—1983 гг. — министр здравоохранения и социальных дел.
В 1988—1991 гг. — посол Нигера в США и постоянный представитель в ООН.
В 1991 г. в борьбе за лидерство в партии Национальное Движение за Общество в Развитии (MNSD) уступает будущему президенту Танджа Мамаду и создается собственное политическое объединение — Клуб друзей Мумуни Адаму Джермакойе, позже переименованное в Нигерский альянс за демократию и социальный прогресс (ANDP).
на февральских президентских выборах 1993 г. в первом туре набрал 15,24 % голосов, а во втором — поддержал основного соперника Танджи кандидата от демократической коалиции Махамана Усмана, ставшего главой государства.
В 1993—1994 гг. (с перерывом) — президент Национального Собрания.
После военного переворота 1996 г. — вновь участвовал в президентских выборах, но получил лишь 4,77 % голосов, вскоре был помещен под домашний арест и был вынужден признать легитимность прошедшего голосования. Однако в 1998 г. выступил ANDP против режима Ибрагима Майнассары.
В 1999 г. Джермакойе становится президентом Национального Консультативного Совета, основной задачей которого является проведение демократических выборов. Вновь претендовал на пост главы государство, занял пятое место с 7,73 % голосов. Во втором туре поддержал соперника Танджи Мамаду — Махамаду Иссуфу, проигравшего выборы.
С 1999—2002 гг. и с 2004 г. — депутат Национального Собрания.
В 2002 г. ANDP присоединяется к возглавляемому Национальным движением за общество развития — Нассара объединению демократических сил.
В 2002—2004 гг. — государственный министр по вопросам африканской интеграции.
На президентских выборах 2004 г. вновь занял пятое место, во втором туре на этот раз поддержал кандидатуру Танджи Мамаду.
С 2005 г. — председатель Высокого суда правосудия, специального судебного органа, сформированного из представителей Национального собрания.
14 июня 2009 г. ожидалось, что он выступит с критикой действий президента Мамаду по конституционной реформе, нацеленных на сохранение им власти. Однако, в этот день Джермакойе скоропостижно скончался в результате сердечного приступа.